# Mount Czegka
Der Mount Czegka ist in 2270 m hoher Berg an der Ostflanke des Scott-Gletschers und unmittelbar nördlich der Mündung des Van-Reeth-Gletschers im Königin-Maud-Gebirge.
Entdeckt wurde er im Dezember 1934 von der geologischen Mannschaft um Quin Blackburn (1900–1981) bei der zweiten Antarktisexpedition (1933–1935) des US-amerikanischen Polarforschers Richard Evelyn Byrd. Byrd benannte den Berg nach Victor Hugo Czegka (1880–1973), Chief Warrant Officer des United States Marine Corps und Teilnehmer an dieser und Byrds erster Antarktisexpedition (1928–1930).